# Rebtel
Rebtel är ett svenskt teknikföretag som grundades 2006 av Hjalmar Winbladh och Jonas Lindroth. Företaget utvecklar och säljer produkter och tjänster till migranter och "internationella nomader". Dess tjänster inkluderar utlandssamtal, meddelanden och mobila pengar som levereras i appar för smartmobiler. 

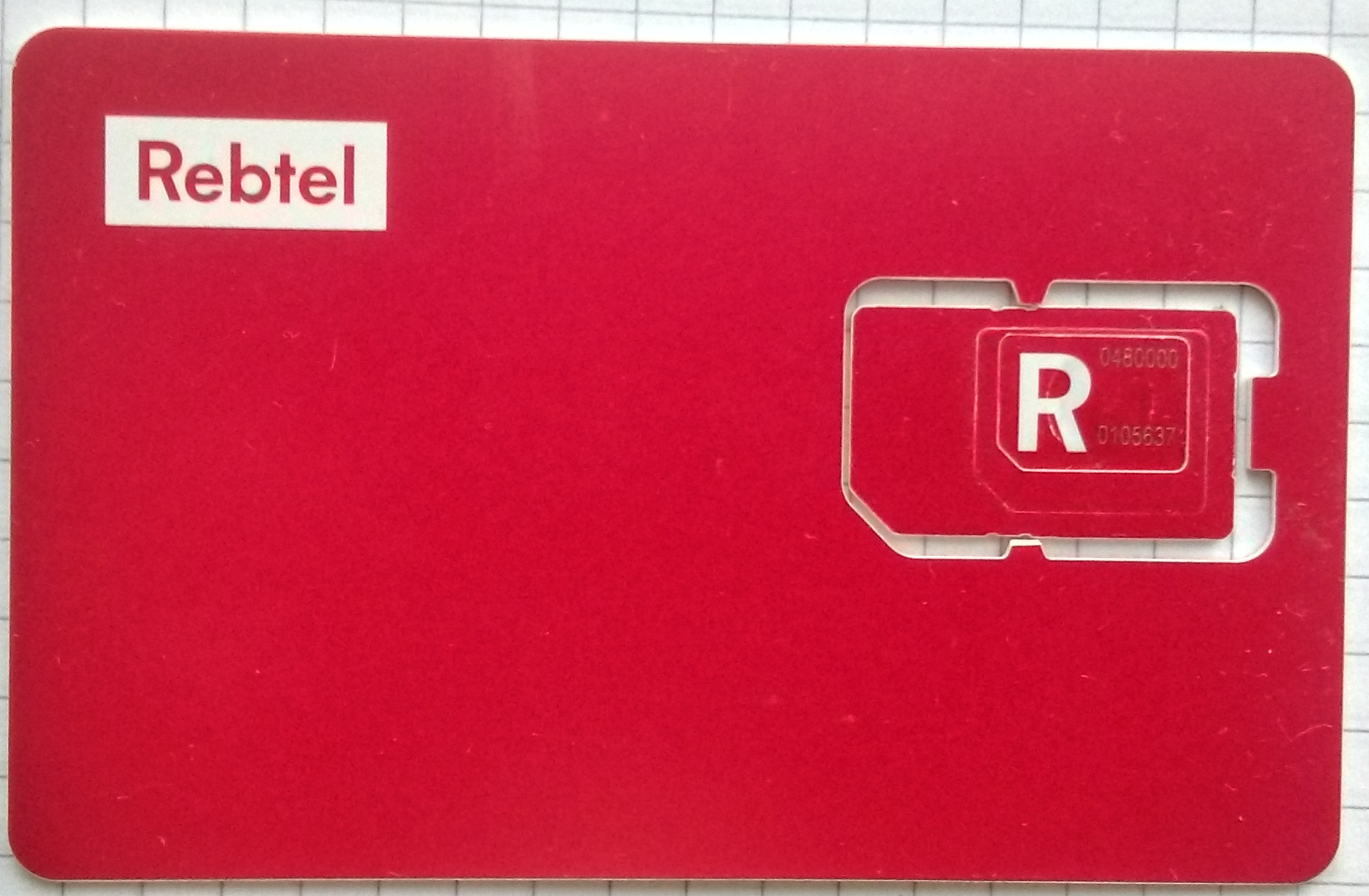
SIM-kort i Polen

Under augusti 2018 hade företaget 95 anställda, och marknadsför sin produkt i mer än 250 länder. Dess intäkter uppgick till 95 MUSD 2017.